# ديفي بوي سميث
ديفي بوي سميث (بالإنجليزية: Davey Boy Smith)‏ (27 نوفمبر 1962 - 18 مايو 2002) كان مصارعًا بريطانيًا محترفًا ويعرف أكثر باسم ذا بريتش بولدوغ كان أول ظهور له في حلبات المصارعة عام 1978 وقد اعتزل عام 2000 وتوفي عام 2002 بعد تعرضه لأزمه قلبيه عن عمر ناهز 39 عامًا.

## روابط خارجية
- ديفي بوي سميث على موقع IMDb (الإنجليزية)
- ديفي بوي سميث على موقع قاعدة بيانات الفيلم (الإنجليزية)
- ديفي بوي سميث على موقع دبليو دبليو إي (الإنجليزية)
- ديفي بوي سميث على موقع WrestlingData.com (الإنجليزية)
- ديفي بوي سميث على موقع CageMatch worker (الإنجليزية)
- ديفي بوي سميث على موقع قاعدة بيانات المصارعة على الإنترنت (الإنجليزية)
- ديفي بوي سميث على موقع عالم المصارعة على الإنترنت (الإنجليزية)
- ديفي بوي سميث على موقع عالم المصارعة على الإنترنت (الإنجليزية)